# Doria Tillier
Doria Tillier (Parigi, 27 marzo 1986) è un'attrice francese.

## Filmografia

### Cinema
- Bloody Flowers, regia di Richard J. Thomson – film direct-to-video (2012)
- Un amore sopra le righe (Mr & Mme Adelman), regia di Nicolas Bedos (2017)
- Le jeu, regia di Fred Cavayé (2018)
- La belle époque, regia di Nicolas Bedos (2019)
- Tutti pazzi per Yves (Yves), regia di Benoît Forgeard (2019)
- L'innamorato, l'arabo e la passeggiatrice (Viens je t'emmène), regia di Alain Guiraudie (2022)
- Un vizio di famiglia (L'Origine du mal), regia di Sébastien Marnier (2022)

### Televisione
- Action spéciale douanes, regia di Patrick Jamain e Alain Rudaz – miniserie TV (2009)
- La Flamme – serie TV, 8 episodi (2020)
- La scomparsa di Kimmy Diore (Les enfants sont rois) - serie TV, 6 episodi (2024)

## Doppiatrici italiane
- Ilaria Silvestri in L'innamorato, l'arabo e la passeggiatrice
- Selvaggia Quattrini in La scomparsa di Kimmy Diore
- Giò Giò Rapattoni in Un amore sopra le righe
- Chiara Colizzi in Un vizio di famiglia
- Domitilla D'Amico in La belle époque
- Myriam Catania in La Flamme
- Claudia Catani in Le jeu